# Álvaro Aguado
Álvaro Aguado, né le 1er mai 1996 à Jaén, est un footballeur espagnol qui joue au poste de milieu relayeur au RCD Espanyol.

## Biographie
Álvaro Aguado débute le football au Maristas de Jaén, avant de rejoindre le Real Jaén puis le Villarreal CF et le Levante UD. En 2015, il rejoint l'Ontinyent CF qui évolue en quatrième division.
Un an plus tard, Aguado retrouve le Real Jaén pour une saison en troisième division à l'issue de laquelle le club est relégué. Il rejoint alors l'équipe réserve du Córdoba CF en 2017. Dès le mois de décembre 2017, il fait ses débuts avec l'équipe première en deuxième division contre le CF Reus. Il inscrit son premier but en professionnel le 2 juin 2018 contre le Sporting Gijón. Le 2 octobre 2018, il prolonge son contrat jusqu'en 2022.
Le 25 janvier 2019, Aguado signe un pré-contrat en faveur du Real Valladolid qui prendra effet à partir de l'issue de la saison. Il dispute son premier match contre le Tolosa CF (en) en Coupe d'Espagne, au cours duquel il inscrit un doublé.
Sans avoir disputé le moindre match de championnat avec Valladolid, il est prêté pour six mois au CD Numancia en janvier 2020. Le 1er octobre 2020, il est prêté pour une saison au CF Fuenlabrada,.
Le 13 août 2022, il dispute son premier match de Liga avec Valladolid contre Villarreal, perdu à domicile sur le score de 0 à 3.
Le 11 septembre 2023, Aguado, libre de tout contrat, signe au RCD Espanyol pour deux saisons. À la recherche d'un milieu de terrain créatif pour pallier le départ de Sergi Darder, le club catalan, relégué en Segunda División, négocie l'arrivée du joueur pendant plusieurs semaines.